# Alain Marsaud
Pour les articles homonymes, voir Marsaud.
Alain Marsaud est un homme politique français, né le 8 mars 1949 à Limoges (Haute-Vienne). Ancien magistrat, il a été notamment chef du service central de lutte antiterroriste au parquet de Paris dans les années 1980.
Il est député pour la 1re circonscription de la Haute-Vienne entre 1993 et 2007, puis député pour la 10e circonscription des Français établis hors de France de 2012 à 2017.

## Carrière professionnelle
Magistrat, il est chef du service central de lutte antiterroriste au parquet de Paris dans les années 1980.
En 1997, Alain Marsaud devient un des cadres dirigeants de la Compagnie générale des eaux devenue Vivendi durant les années Jean-Marie Messier. Ayant titre de « directeur général adjoint », il est chargé des dossiers de sécurité et d'intelligence économique. Il quitte cette société à l'arrivée de la nouvelle équipe dirigeante de Jean-René Fourtou.

## Parcours politique
Député pour la 1re circonscription de la Haute-Vienne lors de la Xe législature (1993-1997) et de la XIIe législature (2002-2007), il est élu conseiller général de la Haute-Vienne dans le canton de Limoges-Centre en 1993, 2001 et 2008. Il préside un temps la fédération UMP de la Haute-Vienne.
En 1994, au début de la vague d'affaires politico-financières, peu après les affaires Carignon et Longuet, Alain Marsaud et Philippe Houillon présentent et font voter en séance de nuit un amendement (dit amendement « Marsaud-Houillon ») interdisant la publication de toute information concernant une personne « faisant l'objet d'une enquête ou d'une instruction judiciaire » avant la saisine définitive de la juridiction de jugement. Cette disposition est supprimée lors de l'examen du texte par le Sénat. Elle aurait, selon Alain Marsaud, « évité, si elle avait été votée, le drame d'Outreau ».
En 1995, lors des élections municipales à Limoges, il affronte le maire sortant Alain Rodet, mais est battu par ce dernier, réélu dès le premier tour.
En 2000, il envisage de présenter sa candidature aux élections municipales de l'année suivante à Cergy, mais y renonce.
Après les attentats du 13 novembre 2015, il déclare avoir « honte ». Selon lui, les parlementaires chargé de l'anti-terrorisme ont leur part de responsabilité dans ces attaques : il estime qu'il y a eu des « ratés » dans la détection des terroristes avant qu'ils ne passent à l'action, alors qu'ils vivaient sur le sol européen.
Candidat aux élections législatives de 2012 dans la 10e circonscription des Français établis hors de France (circonscription couvrant les pays du Golfe, du sud de l'Afrique et de l'Océan Indien), il est élu au second tour,.
Il est l'un des députés UMP à s'abstenir sur le Pacte budgétaire européen, en octobre 2012.
Pour l'élection présidentielle de 2017, il soutient Nicolas Sarkozy pour la Primaire française de la droite et du centre. En février 2017, il exige le retrait de François Fillon en faveur d'un nouveau candidat et est l'un des élus qui demande la réunion du Bureau politique des Républicains pour discuter de possibles alternatives au candidat à la présidentielle.
Il est battu en juin 2017 par Amal Amélia Lakrafi, candidate La République en marche. Son mandat de député prend fin le 20 juin 2017.

## Condamnations
Le 18 décembre 2018, dans le cadre d'une procédure de comparution avec reconnaissance préalable de culpabilité, il est condamné à un an de prison avec sursis, 300 000 € d'amende et trois ans d'inéligibilité, pour avoir rémunéré sa fille pour un emploi fictif de collaboratrice parlementaire.
Le 3 mai 2020, par deux décrets datés du 30 avril 2020, l'un relatif à la discipline des membres de la Légion d'honneur, et l'autre relatif à la discipline des membres de l'ordre du Mérite, il est sanctionné d'une suspension de dix ans de l'exercice des droits et prérogatives attachés à ces deux décorations.

## Détail des mandats et fonctions
- 1993 - 1997 : député pour la 1re circonscription de la Haute-Vienne
- 1993 - 2015 : conseiller général de la Haute-Vienne (canton de Limoges-Centre)
- 1995 - 2001 : membre du conseil municipal de Limoges
- 2002 - 2007 : député pour la 1re circonscription de la Haute-Vienne
- 2007 : vice-président du Haut Comité français pour la défense civile
- 2012 - 2017 : député pour la 10e circonscription des Français établis hors de France
- Vice-président du conseil d'administration de l'Institut de relations internationales et stratégiques (IRIS)[13]

## Ouvrages
- Avant de tout oublier (mémoires), Paris, Denoël, coll. « Impacts », 2002, 252 p. (ISBN 2-207-25336-8).
- Face à la terreur (entretiens avec Serge Raffy), Paris, Fayard, 2007, 229 p. (ISBN 978-2-213-63241-4).